# B.o.B Presents: The Adventures of Bobby Ray
B.o.B Presents: The Adventures of Bobby Ray је дебитантски студијски албум америчког репера B.o.B-а, објављен 27. априла 2010. године, преко издавачких кућа Гранд хустл, Ребел рок ентертајнмент и Атлантик рекордс. Продукција за албум рађена је од 2008. до 2010. године, а радили су је B.o.B, Crada, Dr. Luke, The Smeezingtons, Џим Џонсин, Lil' C, Алекс да Кид, Полов да Дон и DJ Frank E.
Албум је дебитовао на броју један на сајту Билборд 200 најпродаванијих албума, са продатих 84.000 примјерака прве недеље. Достигао је међународни ниво и дао је три велика сингл хита на билбордовој листи: "Nothin' on You", "Airplanes" и "Magic". Након његовог изласка, албум B.o.B Presents: The Adventures of Bobby Ray примио је позитивне оцјене од већине музичких критичара.

## Излазак и промоцја
Године 2008, након потписивања за продукцијске куће Атлантик и Гранд хустл, B.o.B је почео да ради на дебитантском албуму. Дужи период пробни назив албума био је једноставно The Adventures of Bobby Ray. У октобру 1009, током наступа на BET хип хоп наградама, открио је да ће се репери Еминем и Лупе Фиаско наћи на албуму.
Атлантик рекордс објавио је да ће датум изласка албума бити 25. мај 2010. године. Са већ објављених пет миксева, B.o.B је одлучио да објави микс као промоцију свог албума, под називом 25. мај, да би пробудио свјесност о датуму изласка албума. Микс, који је објављен 1. фебруара 2010. године, преузиман је у великој мјери, а на њему су се нашли Џеј Кол, Ашер Рот, Playboy Tre, Чарлс Хамилтон и Бруно Марс, са којим је снимио бонус пјесму за микс под називом "Nothin' on You". Пјесма "Nothin' on You" је затим служила као уводна пјесма албума, што је објављено већ наредног дана. Излазак албума је помјерен мјесец раније, за 27. април 2010, што је риједак случај у хип хоп музици, због великог успјеха који су доживјели микс и сингл "Nothin' on You".
Списак пјесама које ће се наћи на албуму откривен је 3. априла 2010. У Сједињеним Државама албум је објављен са бонус пјесмама "Letters from Vietnam" и "I See Ya".

### Синглови
Уводни сингл у аллбум "Nothin' on You", који је снимио са Бруном Марсом, уплоадован је на његов званични налог на Мајспејсу 25. новембра 2009. године, док је објављен као уводни сингл 2. фебруара 2010 и добио је сертификацију 2x платинум. Други сингл са албума "Don't Let Me Fall", достигсао је 67 мјесто на билборд хот 100 листи. "Don't Let Me Fall" је послата на радио 28. септембра 2010, у Сједињеним Државама. Трећи сингл са албума "Airplanes", објављен је 13. априла 2010. Трећи синглу снимио је са Хејли Вилијамс из бенда Парамор; пјесма је продавана у девет држава и нашла се на другом мјесту на билборд хот 100 листи најпродаванијих у Сједињеним Државама и на првом мјесту у Уједињеном Краљевству. Наставак пјесме, под називом "Airplanes, Part II", такође је био добро продаван, а снимљен је са америчким репером Еминемом. Као промотивни сингл 20. априла 2010. године објављена је пјесма "Bet I". Четврти сингл под називом "Magic", који је снимљен са репером Риверсом Комоом, водећим пјевачем групе Везер. Пјесма је продавана у десет држава и постао је његов трећи сингл који се нашао у топ десет на билбордовој хот 100 листи, објављен је 6. јула 2010. Сингл "I'll Be in the Sky" објављен је 31. јануара 2011, као пети сингл на албуму у Уједињеном Краљевству. "I'll Be in the Sky" је једина пјесма укључена у европско и јапанско издање бонус пјесама на албуму.

## Критички пријем
| Професионални рејтинг | Професионални рејтинг |
| Резултати             | Резултати             |
| Извор                 | Рејтинг               |
| --------------------- | --------------------- |
| AllMusic              | [ 13 ]                |
| Ентертајнмент Викли   | B                     |
| Гардијан              | [ 15 ]                |
| Индепендент           | [ 16 ]                |
| Лос Анђелес тајмс     | [ 17 ]                |
| Пичфорк медија        | (4.2/10)              |
| Ролинг стоун          | [ 19 ]                |
| Слант                 | [ 20 ]                |
| Спин                  | (5/10)                |
| Вашингтон пост        | повољно               |

B.o.B Presents: The Adventures of Bobby Ray добио је генерално позитивне рецензије од већине музичких критичара. Сајт Metacritic, који додјељује прописане рецензије до 100, албум је добио просјечних 67, заснованих на 18 рецензија, што указује на "генерално повољне критике". Уреник музичког сајта AllMusic, Дејвид Џефрис дао је албуму четири од могућих пет звјездица, уз напомену: "како без напора чини све ово жанровским жонглирањем, посебно на поновљеном преслушавању, како се албум развија из збирке високог калибра синглова у јединствено тијело рада". Уредница Вашингтон поста Сара Годфреј коментарисала је да има разнолик звук и написала је да B.o.B "промишљено креира пјесме које одговарају сваком госту, а једина константа је његова способност да се прилагоди готово сваком стилу". Уредник листа Индепендент, Енди Гил написао је: "Он дијели жељу Андреа 3000 за концептом, развијајући теме о шизоидној конфузији између правог Бобија Реја и суперстара из фантазије". Мајк Драјвер, уредник сајта Би-Би-Си онлајн назвао га је Mike Diver of BBC Online called him "музичар са креативношћу на додиру и довољно тога да се спали кроз мало пунила овде, док осигурава да се главни резови поклапају савршено". Уредник магазина XXL Крис Јускавеџ дао је албум XL рејтинг и назвао га "мијешање жанра".
У супротности, Кени Херцог из магазина Спин истакао је да се албум мучи да "успостави препознатљив идентитет", написао је: "Када је "еклектичан" само још једна реч за "неред"". Уредник часописа Ролинг стоун, Џоди Росен примијетио је да су му текстови слабост, називајући његово разметање "безвриједним". Дајући му рејтинг 6.5/10 Џесол Паданија, уредник сајта RapReviews назвао га је "потенцијално дивизивним албумом" и истакао је да је дубина његових текстова недосљедна. Уредник Гардијана Пол Мекинес препознао је посебан недостатак страсти у албуму, написавши: "све клавирске линије Криса Мартина и присуство гостију не могу замрачити одсуство душе". Уредник Пичфорк медија сајта, Џејсон Грин назвао је албум "беспомоћним генеричким и шупљим производом без душе или демографског стила или гледишта" и истакао је да је продукција албума намјерно засипана његовим репом, наводећи:" Б.о. Б је фантастично надарен рапер, са запањујућом ритмичком командом и сложеним, лимберним начином са фразирањем. Као Боби Реј, он је сведен на гостујућег репра у својим сопстврним пјесмама.".
Упркос томе што је написао да је "његово средњошколско с*ање бескорисно", уредник магазина Сајнт, М. Т. Ричардс похвалио је живахну енергију албума и B.o.B-ову "ватрену харизму". Уредник часописа Ентертајнмент викли, Сајмон Левинсон написао је "када комбинација стилова функционише, он удари на слатку тачку која сигурно унапређује његову кросовер каријеру". Уредник листа Лос Анђелес тајмс Тод Мартенс писао је у корист његових прича из средње класе истакавши: "У најбољем случају каналише дух младог Кањеа Веста". Уредник онлајн листа The A.V. Club, Нејтан Рабин омплиментирао је његове текстове у погледу "везе, славе, амбиције и идентитета", наводећи да "B.o.B-ова душевна сензорност доминира овако сигурним, замишљеним дебијем". Уредник часописа Ју-Ес-Еј тудеј, Стив Џонс похвалио је његове "смешно инвентивне риме" и музику, рекавши "Он боји изван оквира хип хопа лирично и звучно, мешајући и усклађујући соул, рок, поп, фолк, реп и фанк са напуштањем. Он помјера расположења и варира теме које додирују такве теме као што су трошкови славе, остати пун наде и безнадежна заљубљеност".

## Комерцијалне перфомансе
Албум је дебитовао на првом мјесту на Билборд 200 листи најпродаванијих албума у Сједињеним Државама, са продатих 84.000 примјерака прве недеље. Такође је дебитовао на првом мјесту билбордове листе најпродаванијих хип хоп албума, дигиталних аллбума и листе најпродаванијих реп албума, које објављује часопис Билборд. Друге недеље је пао на 12 мјесту на Билборд 200 листи, са продатих још 36.000 примјерака; то је био први пут у 2010. години да је албум у другој недељи са првог мјеста пао ван топ 10. Након друге недеље албум је продат у укупно 148.000 примјерака у Сједињеним Државама. У трећој недељи продат је у 23.000 примјерака и пао је на 13 мјесто. Пао је на 15 мјесто у четвртој недељи, са продатих још 20.000 примјерака. У петој недељи продато је још 20.000 примјерака, по чему се нашао на 13 мјесту, што је довело до укупно 210.000 продатих примјерака до 6. јуна 2010. На дан 16. децембра 2010, албум је сертификован као златни са продатих 500.000 примјерака у Сједињеним Државама. Албум је у Сједињеним Државама продат у 597.000 примјерака до 30. априла 2012. године.
На међународном нивоу, албум је такође остварио успјехе у продаји. У Канади, албум је дебитовао на седмом мјесту на листи најпродаванијих сто албума. На АРИА листи 50 најпродаванијих албума у Аустралији, дебитовао је на 42 мјесту, док је Новом Зеланду дебитовао на 23 мјесту на листи топ 40 албума. На листи се задржао пет недеља, а највећи домет било му је 21 мјесто. У Уједињеном Краљевству, албум је дебитовао на 22 мјесту на листи топ 40 албума и на четвртом мјесту на листи најпродаванијих R&B албума.

## Списак пјесама
| №   | Назив                                            | Аутор(и) | Продуценти                                        | Трајање |  |
| 1.  | Don't Let Me Fall                                | B.o.B, Кларенс Монтгомери III | B.o.B                                             | 4:35    |  |
| 2.  | Nothin' on You (ft. Бруно Марс)                  | B.o.B, The Smeezingtons | The Smeezingtons                                  | 4:29    |  |
| 3.  | Past My Shades (ft. Лупе Фиаско)                 | B.o.B, Васалу Јасо | B.o.B                                             | 3:33    |  |
| 4.  | Airplanes (ft. Хејли Вилијамс)                   | B.o.B, Алекс да Кид, Џереми Дисолје, DJ Frank E, Тим Сомерс                                                                                                 | Алекс да Кид, DJ Frank E(co.)                     | 3:01    |  |
| 5.  | Bet I (ft. Playboy Tre и T.I.)                   | B.o.B, T.I., Монтгомери III, Џеси Мекмулен, Jr. | Kuttah                                            | 4:17    |  |
| 6.  | Ghost in the Machine                             | B.o.B | B.o.B                                             | 4:53    |  |
| 7.  | The Kids (ft. Џанел Моне)                        | B.o.B, Franks, Езра Кениг, Ростам Батманглиј, Крис Бајо, Крис Томсон                                                                                        | DJ Frank E                                        | 3:26    |  |
| 8.  | Magic (ft. Риверс Комо)                          | B.o.B, Dr. Luke, Риверс Комо | Dr. Luke                                          | 3:16    |  |
| 9.  | Fame                                             | B.o.B, Зекумба Зекаријас, Џорџ Гершвин, Ира Гершвин, Дјубос Хејвард, Дороти Хејвард, Кристофер Ланиер, Монтгомери III, The Knux, Хауард Конеј, Двајт Ватсон | The Knux                                          | 3:41    |  |
| 10. | Lovelier Than You                                | B.o.B | B.o.B                                             | 4:04    |  |
| 11. | 5th Dimension (ft. Рико Барино)                  | B.o.B, Марвин Гаје, Харис Jr., Џејмс Никс, Рико Барино, Lil' C                                                                                              | B.o.B, T.I., Lil' C                               | 3:23    |  |
| 12. | Airplanes, Part II (ft. Хејли Вилијамс и Еминем) | B.o.B, Дисолје, Грант, Луис Ресто, Еминем, Сомерс | Алекс да Кид, DJ Frank E (co.), Луис Ресто (add.) | 5:19    |  |

| №   | Назив                                            | Аутор(и) | Продуценти                                        | Трајање |  |
| 1.  | Don't Let Me Fall                                | B.o.B, Кларенс Монтгомери III | B.o.B                                             | 4:35    |  |
| 2.  | Nothin' on You (ft. Бруно Марс)                  | B.o.B, Бруно Марс, The Smeezingtons | The Smeezingtons                                  | 4:29    |  |
| 3.  | Past My Shades (ft. Лупе Фиаско)                 | B.o.B, Лупе Фиаско | B.o.B                                             | 3:33    |  |
| 4.  | Airplanes (ft. Хејли Вилијамс)                   | B.o.B, Алекс да Кид, Џереми Дисолје, DJ Frank E, Тим Сомерс                                                                                                 | Алекс да Кид, DJ Frank E (co.)                    | 3:01    |  |
| 5.  | Bet I (ft. Playboy Tre и T.I.)                   | B.o.B, T.I., Монтгомери III, Џеси Мекмулен, Jr. | Kuttah                                            | 4:17    |  |
| 6.  | Ghost in the Machine                             | B.o.B | B.o.B                                             | 4:53    |  |
| 7.  | I'll Be in the Sky                               | B.o.B | B.o.B                                             | 4:06    |  |
| 8.  | The Kids (ft. Џанел Моне)                        | B.o.B, Franks, Езра Кениг, Ростам Батмангли, Крис Бајо, Крис Томсон                                                                                         | DJ Frank E                                        | 3:26    |  |
| 9.  | Magic (ft. Риверс Комо)                          | B.o.B, Dr. Luke, Риверс Комо | Dr. Luke                                          | 3:16    |  |
| 10. | Fame                                             | B.o.B, Зекумба Зекаријас, Џорџ Гершвин, Ира Гершвин, Дјубос Хејвард, Дороти Хејвард, Кристофер Ланиер, Монтгомери III, The Knux, Хауард Конеј, Двајт Ватсон | The Knux                                          | 3:41    |  |
| 11. | Lovelier Than You                                | B.o.B | B.o.B                                             | 4:04    |  |
| 12. | 5th Dimension (ft. Рико Барино)                  | B.o.B, Марвин Гаје, Харис Jr., Џејмс Никс, Рико Барино, Lil' C                                                                                              | B.o.B, T.I., Lil' C                               | 3:23    |  |
| 13. | Airplanes, Part II (ft. Хејли Вилијамс и Еминем) | B.o.B, Дисолје, Грант, Луис Ресто, Еминем, Сомерс | Алекс да Кид, DJ Frank E (co.), Луис Ресто (add.) | 5:19    |  |

| №   | Назив        | Аутор(и) | Продуценти | Трајање |  |
| 14. | Grip Ur Body | B.o.B    | B.o.B      | 3:30    |  |
| 15. | Cyber Heaven | B.o.B    | B.o.B      | 3:15    |  |

| №   | Назив                                  | Аутор(и)            | Продуценти              | Трајање |  |
| 13. | Letters from Vietnam                   | B.o.B               | B.o.B                   | 4:13    |  |
| 14. | I See Ya                               | B.o.B, Карлтон Мајс | Da Honorable C.N.O.T.E. | 3:18    |  |
| 15. | The Adventures of Bobby Ray: Interview |                     | B.o.B                   | 30:10   |  |
| 16. | Nothin' on You (Музички спот)          |                     | The Smeezingtons        | 3:37    |  |

| №   | Назив                         | Аутор(и)                            | Продуценти       | Трајање |  |
| 14. | Nothin' on You (ft. Џеј Парк) | B.o.B, Бруно Марс, The Smeezingtons | The Smeezingtons | 4:25    |  |

| №   | Назив                                 | Аутор(и)                                    | Продуценти | Трајање |  |
| 13. | Haterz Everywhere (featuring Wes Fif) | Simmons, Jr., Robert Horton, Cameron Murray | B.o.B      | 3:31    |  |
| 14. | I'll Be in the Sky                    | Simmons, Jr.                                | B.o.B      | 4:07    |  |

## Особље
Заслуге за албум B.o.B Presents: The Adventures of Bobby Ray адаптиране са Алмјузика.
| - Арон Беј Шук – A&R - B-Rich – сарадник продуцента - B.o.B – извршни продуцент - Рајан Брејди – маркетинг - Латрис Бурнет – маркетинг - Кордеј "Дезедвел" Кардвел – графика - Мајк Карен – A&R - Џон Костер – маркетинг - Брајан Даковски – маркетинг - Ана Деклемент – A&R - Џо Фриц – mixing - Крис Герингер – мастеринг | - Роб Голд – умјетнички продуцент, умјетнички менаџер - Џим Џонсин – извршни продуцент - Алекс Денџер Кирцнер – дизајн - Сидни Маргетсон – publicity - Исам "MrNuDay" Мухамад – графика - Шанек Перу – стилиста - Даг Петерсон – сарадник продуцента - Сем Рибак – A&R - Алекс Шварц – A&R - Памела Сајмон – менаџер паковања - T.I. – извршни продуцент - The Smeezingtons - instrumentation |